# Stopplaats Velsen Hoogovens
Stopplaats Velsen Hoogovens of Halte Hoogovens (telegrafische code: Vsh) is een voormalige stopplaats aan de spoorlijn Haarlem - Uitgeest, destijds aangelegd en geëxploiteerd door de Hollandsche IJzeren Spoorweg-Maatschappij. De stopplaats werd geopend op 15 mei 1931, tegelijk met de elektrificatie van het spoor tussen Velsen en Uitgeest. Velsen Hoogovens was met name bedoeld voor werknemers van de Koninklijke Hoogovens, die tot dan toe het verder weg gelegen station Beverwijk moesten gebruiken.
Op 27 september 1957 werd de verlegde spoorlijn tussen Beverwijk en Santpoort via de Velsertunnel in gebruik genomen. Daardoor verviel de directe treinverbinding voor Velsen Hoogovens en werd de halte gesloten.
De stopplaats bestond uit twee perrons in bajonetligging aan weerszijden van de Koningsweg te Wijkeroog. 
Bij de stopplaats staan tegenwoordig nog twee dubbele wachterswoningen, respectievelijk 11 en 11a genummerd. Op de spoorzijdse gevel van woning 11a staat nog de benaming Velsen Hoogovens.
0: Haarlem ·
2: Kleverlaan ·
3: Bloemendaal ·
4: Santpoort Zuid ·
6: Santpoort Noord ·
7: Driehuis · 
Westerveld ·
8: Velsen Zeeweg
9:  Velsen-IJmuiden Oost
10: Velsen Hoogovens ·
12: Beverwijk ·
Beijnes ·
14: Heemskerk ·
18: Uitgeest